# Alejandro Bustos
Alejandro Bustos Sánchez (Madrid, 1997. március 17. –) világbajnok (2022, 2025) és Európa-bajnoki ezüstérmes és Európa-kupa bronzérmes spanyol válogatott vízilabdázó, a Barceloneta játékosa.

## Eredmények

### Klubcsapattal
- Spanyol bajnokság: Aranyérmes: 2018-19
- Spanyol kupa: Aranyérmes: 2018

### Válogatottal

#### Spanyolország
- világbajnokság: 
  - aranyérmes: 2022, 2025
  - ezüstérmes: 2019
- Európa-bajnokság: Ezüstérmes: Barcelona, 2018
- Európa-kupa: Bronzérmes: Zágráb, 2019